# Wachstumsdreieck
Der Begriff Wachstumsdreieck bezeichnet einen Wirtschaftsraum, in dem unabhängig von staatlichen Grenzen Wirtschaftsfaktoren gemeinsam und zum gemeinsamen Vorteil genutzt werden.

## Allgemeines
In vielen Gebieten der Erde liegen die Produktionsfaktoren „Rohstoffe“, „Know-how“, „Arbeitskräfte“ und „Produktionsstätten“ zwar in räumlicher Nähe zueinander, gehören aber zu verschiedenen Staaten. Teilweise vereinbaren die Anrainer wirtschaftliche Kooperationen, um sich gegenseitig zu ergänzen und so integrierte Produktionsprozesse zu schaffen: jeder beteiligte Staat steuert etwas bei, was den anderen fehlt bzw. wovon bei den anderen zu wenig vorhanden ist. Das Ziel ist der gemeinsam verwirklichte Erfolg und damit wirtschaftliches Wachstum für alle Beteiligten.
Grundsätzlich ist für die Bildung eines Wachstumsdreiecks der entsprechende politische Wille zwingend erforderlich, denn das Prinzip funktioniert nur, wenn alle Beteiligten bereit sind, nicht nur Vorteile zu nehmen, sondern auch den Partnern Vorteile zuzugestehen. Ein dadurch erstarkender Handelspartner darf nicht als Bedrohung empfunden werden.

## Entstehung des Begriffes
Wesentlicher „Vater der Idee“ war der damalige Vizepremierminister (und spätere Premierminister) Singapurs Goh Chok Tong. Sein im Dezember 1989 unterbreiteter Vorschlag, Singapur könne ein Wachstumsdreieck mit dem malaysischen Bundesstaat Johor und der indonesischen Insel Batam (Riau-Inseln) bilden, stieß bei den malaysischen und indonesischen Politikern auf Interesse und wurde in den Folgejahren umgesetzt.

## Das Wachstumsdreieck Singapur-Johor-Riau (SJR)
Im Fall dieses ersten so bezeichneten Wachstumsdreiecks (engl.: „growth triangle“) mussten Handelsbarrieren abgebaut und Vorteilskonkurrenzen vor allem zwischen Johor und Batam abgebaut werden. Nach Unterzeichnung des „trilateralen Memorandums“ im Jahre 1995 wurde die entstandene Wirtschaftsregion noch ausgeweitet.
Die Beteiligten hatten/haben unterschiedliche Motive zur Kooperation: Während Singapur technisch am weitesten entwickelt ist, aber durch die geringe Fläche und im Verhältnis geringe Bevölkerungszahl nur wenige Arbeitskräfte zur Verfügung hat, sind die indonesischen Riau-Inseln technisch am wenigsten entwickelt und ihre Bevölkerung leidet unter hoher Arbeitslosigkeit. Hier einen Ausgleich durch Austausch zu schaffen, liegt nahe. Johor ist sowohl technisch weiter entwickelt als Batam, hat aber auch ausreichend Arbeitskräfte – hier geht es primär um die Ausweitung des Exportvolumens und eine gewollte zunehmende Industrialisierung.